# Joachim Dreifke
Joachim Dreifke   (Greifswald, 26 de desembre de 1952) és un remer alemany, ja retirat, que va competir sota bandera de la República Democràtica Alemanya durant les dècades de 1970 i 1980.
El 1976 va prendre part en els Jocs Olímpics d'Estiu de Mont-real, on guanyà la medalla bronze en la competició de scull individual del programa de rem. Quatre anys més tard, als Jocs de Moscou, guanyà la medalla d'or en la competició del doble scull. Formà equip amb Klaus Kroppelien.
En el seu palmarès també destaquen vuit medalles al Campionat del Món de rem, cinc d'or i tres de plata, entre el 1974 i 1983. A nivell nacional va guanyar el campionat de l'Alemanya de l'Est en escull individual el 1977, en doble scull el 1975, 1981 i 1982 i en el quàdruple scull el 1973, 1974, 1978, 1979, 1981 i 1983.
Una vegada retirat va exercir d'entrenador de rem.